# Dépouilles mortelles
Mortal Coils
Dépouilles mortelles est un recueil de nouvelles d'Aldous Huxley comprenant cinq nouvelles publiées en 1921 sous le titre original anglais de Mortal Coils , ainsi que deux autres nouvelles publiées en 1920 sous le titre Limbo.  Les sept histoires sont traduites en français en 1946 par Jules Castier.

## Contenu
Les cinq histoires racontées dans le recueil original Mortal Coils traitent essentiellement  du trouble amoureux et se termine par une déception. Les cinq nouvelles sont : 
- Le Sourire de la Joconde (The Gioconda Smile), satire sociale sur l'art d'assassiner que Huxley a adaptée au théâtre en 1946, et au cinéma en 1948 en qualité de scénariste du film Vengeance de femme.
- La double conversion (Permutations Among the Nightingales), traite des problèmes rencontrés par différents clients amoureux dans un hôtel.
- Le Banquet Tillotson (The Tillotson Banquet)[1]. Un vieil artiste que l'on croit mort réapparait au cœur d'un repas manqué organisé pour lui.
- Tonnelles vertes (Green Tunnels). Une jeune fille en vacances avec sa famille s'ennuie. Elle développe alors une fantaisie romantique mais est finalement désillusionnée.
- Nonnettes au déjeuner (Nuns at Luncheon). Une religieuse tombe amoureuse. L'histoire se moque du processus créatif chez l'écrivain, un concept que Huxley utilise aussi dans son roman de 1921 Jaune de Crome (Crome Yellow)[2].